# Глазки Гессе
Глазки Гессе — светочувствительные органы ланцетника. Они расположены по бокам невроцеля по ходу нервной трубки. Каждый глазок Гессе представляет собой светочувствительную клетку, которая как бы погружена в чашеобразную пигментную клетку. Они способны улавливать только направление и интенсивность света.Располагаются на внутренней поверхности желобка нервной трубки. Эти глазки похожи на примитивные глазки некоторых свободноживущих плоских червей.
Описаны немецким зоологом Рихардом Гессе (R. Hesse).